# پوکا مایو (پوتوسی)
پوکا مایو رودی است که به سالاردو ییونی می‌ریزد. این رود از کشور بولیوی می‌گذرد.